# Visión única del cliente
Una visión única del cliente es una representación coherente y holística  de los datos que posee una organización sobre sus clientes que se puede ver en un sitio único, cómo una sola página. La ventaja que lograr la visión única del cliente ofrezca a una organización es que puede analizar el comportamiento de los clientes en el pasado para mejor identificar y personalizar interacciones en el futuro con ellos. Una visión única del cliente también se considera pertinente donde organizaciones se involucran con clientes por canales múltiples de mercadotecnia, porque la cliente espera que aquellas interacciones reflejaran un conocimiento consistente de sus historias y preferencias.